# Geghasar
Geghasar là một đô thị thuộc tỉnh Lori, Armenia. Dân số ước tính năm 2011 là 924 người.